# Клемент Готвалд
Клемент Готвалд (на чешки: Klement Gottwald) е чехословашки политик, ръководител на Комунистическата партия на Чехословакия от 1929 г. до смъртта си през 1953 г. Той е първият държавен глава на Чехословашката социалистическа република от 1948 до 1953 г., както и 14-ият министър-председател на страната от юли 1946 г. до юни 1948 г. – първият комунист, заел този пост. Завзема властта след преврата от 1948 г. с подкрепата на Съветския съюз и управлява до смъртта си.

## Ранен живот
Готвалд е роден на 23 ноември 1896 г. във Вишков, тогава в границите на Австро-Унгария. Той е извънбрачно дете на беден селянин. Преди избухването на Първата световна война той се обучава във Виена за дърводелец, но и активно участва в движението на социалдемократическата младеж.
В периода 1915 – 1918 г. Готвалд е войник в редиците на австроунгарската армия. Съществуват сведения, че е участвал в бойните действия при Зборов, което означава, че е възможно да се е сражавал срещу бъдещия генерал и президент на Чехословакия Лудвик Свобода, който се сражава на страната на Чехословашките легиони. Според някои историци, обаче, участието му Зборов е мит, тъй като той е бил в болница във Виена по това време. През лятото на 1918 г. Готвалд дезертира. След основаването на Първата чехословашка република той служи две години в чехословашката армия, а в периода 1920 – 1921 г. работи като дърводелец на мебели в Роусинов.

## Политическа кариера
След разпадането на профсъюза на спортните асоциации, комунистите от организацията се отцепват през 1921 г. и създават нова федерация. Готвалд успява да обедини организацията и да получи значителна власт в местните окръзи. През юни 1921 г. участва в първата спартакиада в Прага, а през септември се премества от Роусинов в Банска Бистрица, за да работи като редактор на комунистическо списание. По-късно заминава за Жилина и става главен редактор на друго списание, но през 1922 г. отново се мести, този път във Врутки, където по решение на централния комитет на Комунистическата партия на Чехословакия редица комунистически списания и редакционните им колегии са слети. Най-накрая, през 1924 г. редакцията се премества в Острава, където Готвалд се установява.
През 1926 г. Готвалд става професионален функционер на комунистическата партия, като в периода 1926 – 1929 г. работи в Прага, помагайки на партийния секретариат за образуване на про-московска опозиция срещу текущото ръководство, което е против Москва. През 1928 г. е избран за член на Коминтерна. Следвайки политиката на Сталин, той предприема процес на болшевизация в партията.
През февруари 1929 г., на 5-ия конгрес на комунистическата партия, Готвалд е избран за неин генерален секретар заедно с още няколко души. През втората половина на 1930 г. партията провежда редица реформи в отговор на промените във външната политика на Съветския съюз, в частност въвеждането на политика за съставяне на „Народен фронт срещу фашизма“. През септември-октомври 1938 г. Готвалд е един от главните водачи на опозицията срещу приемането на Мюнхенското споразумение.
След като новата власт забранява комунистическата партия, Готвалд емигрира в Съветския съюз през ноември 1938 г. Там той се противопоставя на партийната политика, подкрепяща пакта Рибентроп-Молотов от 1939 г. След германското нахлуване в СССР през юни 1941 г., съветското ръководство вижда фронта с фашисткия си враг като добра възможност да се наложи в Чехословакия, проявявайки интерес към подкрепяне на Готвалд след освобождаването на Чехословакия. През 1943 г. Готвалд постига съгласие с представители на Чехословашкото правителство в изгнание (по това време намиращо се в Лондон), както и с президента Едвард Бенеш, да обедини вътрешната и чуждестранната антифашистка съпротива под формата на т.нар. Национален фронт. Това помага на Готвалд да запази комунистическото влияние в следвоенна Чехословакия.
През 1945 г. Готвалд отстъпва поста на генерален секретар пред Рудолф Слански и е избран на новоучредената позиция на партиен председател. На 10 май 1945 г. се завръща в Прага като вицепремиер на Зденек Фирлингер и ръководител на Националния фронт. През март 1946 г. комунистическата партия спечелва 38% от народните гласове, което е най-доброто ѝ представяне на избори до този момент. Готвалд е твърд привърженик на депортацията на етническите германци от Чехословакия и, използва националистическа реторика, за да спечели одобрението на народа. Той обявява, че ще върне чешките земи на чехите и ще изгони чуждото немско благородство.
До лятото на 1947 г., обаче, популярността на комунистическата партия вече е намаляла, особено след като Съветският съюз принуждава Чехословакия да откаже помощите от плана „Маршал“, след като първоначално ги е приела. Комунистическото движение губи сила и в Италия и във Франция, при което Сталин нарежда на Готвалд да положи усилия по установяването на неприкрит комунистически режим в Чехословакия.
На външен вид, обаче, Готвалд поддържа образа, че играе по правилата, обявявайки, че има намерение да предвожда комунистите до абсолютно мнозинство на следващите избори. През февруари 1948 г. кабинетът поисква от комунистическия министър на вътрешните работи, Вацлав Носек, да спре да пълни полицията с комунисти. Носек игнорира молбата с подкрепата на Готвалд. В отговор на това, 12 некомунистически министри подават оставка. Те вярват, че без тяхната подкрепа Готвалд няма да може да управлява и ще бъде принуден да се оттегли. Бенеш първоначално подкрепя позицията им, но отказва да приеме оставките им. Готвалд не само че отказва да подаде оставка, а дори настоява да се назначи правителство с комунистическо мнозинство, заплашвайки с обща стачка. Неговите колеги комунисти бързо заемат местата на бившите министри.
На 25 февруари, Бенеш, опасявайки се от съветска намеса, се предава под натиска. Той приема оставките на некомунистическите министри и назначава ново правителство, съответстващо на изискванията на Готвалд. То е доминирано от комунисти и про-московски социалдемократи. Останалите партии имат само символично участие и са подбирани тези министри, които са симпатични на властта. Оттогава нататък, Готвалд на практика става най-влиятелният човек в Чехословакия. На 9 май Народното събрание, което вече е просто инструмент на комунистите, одобрява т.нар. Деветомайска конституция. Тя не е напълно комунистически документ, но комунистическият ѝ отпечатък е достатъчно голям, че Бенеш отказва да я подпише. Въпреки това, президентът е принуден да подаде оставка на 2 юни. На 14 юни Готвалд официално е избран за негов наследник като президент.

## Държавен глава
Готвалд първоначално се опитва да поеме по полунезависим път. Все пак, това бързо се променя след среща със Сталин. С неговите насоки Готвалд налага съветски модел на управление в страната. Той национализира промишлеността и колективизира селските стопанства. В правителството среща значителна съпротива срещу съветското влияние върху чехословашката политика. В отговор на това, Готвалд предизвиква поредица от чистки, първо за премахване на некомунистите, а след това за премахване и на някои от комунистите. Сред жертвите му, обвинени в държавна измяна и впоследствие екзекутирани, са генералният секретар Рудолф Слански и външният министър Владимир Клементис. Стотици други държавни служители са арестувани.
Също като при Сталин, обвинените в измяна държавни служители биват заличавани от вече направените официални групови снимки с Готвалд.

## Смърт и наследство
Готвалд е дългогодишен алкохолик и страда от сърдечно-съдови заболявания, причинени от нелекуван сифилис. Скоро след като присъства на погребението на Сталин на 9 март 1953 г., една от артериите му се спуква. Умира пет дни по-късно, на 14 март 1953 г.
Балсамираното му тяло първоначално е поставено в мавзолей при Националния паметник във Витков. Култът към личността е свален през 1962 г., поради което вече не се счита за уместно тялото му да стои на показ. Той е кремиран и поставен в саркофаг, а след падането на комунизма в страната е преместен в Олшанското гробище в Прага. В негова чест, града Злин носи името Готвалдов в периода 1949 – 1990 г.
Банкнота на стойност 100 крони, издадена през 1989 г., изобразява портрета на Готвалд, но е зле приета от населението и е бързо изтеглена от обращение през декември 1990 г. В анкета на Чешката телевизия от 2005 г. Готвалд е избран за „най-лошият чех“.